# Wissem Hmam
Wissem Hmam ( 21 de abril de 1981, Menzel Temime, Túnez) es un exjugador profesional de balonmano. Su último equipo fue el Saint-Raphaël VHB de la LNH, y fue un componente de la selección de balonmano de Túnez hasta el 2012. Es uno de los jugadores más importantes de la historia de este deporte en su país junto con Issam Tej, con quien además compartió equipo. Con Túnez ha jugado los Juegos Olímpicos de Sídney 2000 y los Juegos Olímpicos de Londres 2012, los mundiales de 2001, 2003, 2005 y 2007.
Sin duda, el torneo donde deslumbró fue en 2005, en el que su selección se convirtió en una verdadera revelación y, Hmam, fue elegido mejor lateral izquierdo del torneo, además de ser el máximo goleador con 88 goles.

## Equipos
- Union sportive de menzel temime(1995-2001)
- Espérance Sportive de Tunis (2001-2005)
- Montpellier HB (2005-2014)
- Saint-Raphaël VHB (2014-2018)

## Palmarés

### Espérance sportive de Tunis
- Campeón de Túnez: 2004, 2005
- Campeón de la copa de Túnez:2002, 2005
- Campeón de la supercopa de Túnez:2002
- Finalista de la liga de campeones Africana:2005

### Montpellier HB
- Campeón Liga de Francia:Campeón 2006, 2008, 2009, 2010, 2010, 2012
- Campeón Copas de Francia:2006, 2008, 2009, 2010, 2012
- Campeón Copas de la Liga:2006, 2007, 2008, 2010, 2011, 2012
- Campeón Supercopa de Francia: 2010, 2011
- Medalla de bronce en el Campeonato Mundial de Clubes de Catar de 2012

### Selección nacional

#### Campeonato de África
- Medalla de oro en el Campeonato de África de 2002
- Medalla de plata en el Campeonato de África de 2004
- Medalla de oro en el Campeonato de África de 2006
- Medalla de plata en el Campeonato de África de 2008
- Medalla de oro en el Campeonato de África de 2010
- Medalla de oro en el Campeonato de África de 2012

#### Juegos Mediterráneos
- Medalla de plata en los Juegos Mediterráneos de 2001
- Medalla de bronce en los Juegos Mediterráneos de 2005

#### Distinciones individuales
- Mejor Lateral izquierdo del Campeonato Mundial de Balonmano Masculino de 2005
- Quinto mejor jugador del mundo en 2005
- Mejor Lateral izquierdo del Liga de Francia, Temporada 2005/2006
- Mejor deportista Tunecino 2005
- Máximo goleador del Campeonato Mundial de Balonmano Masculino de 2005 con 88 goles
- Mejor Lateral izquierdo de la copa de África 2008